# サミュエル・サンフォード
サミュエル・サイモンズ・サンフォード（Samuel Simons Sanford、1849年3月15日 - 1910年1月6日）は、アメリカ合衆国のピアニスト、教育者。

## 生涯
サンフォードはコネチカット州のブリッジポートに生まれた。彼はニューヨークでピアノをウィリアム・メイスンに師事した。ウィリアムはローウェル・メイスンの息子であり、フランツ・リストやイグナーツ・モシェレスに学んだ人物である。次にサンフォードはパリへと赴き、アルフレッド・ジャエル、ルイ・プレディ、テオドール・リッター（リストの弟子の1人）、エドゥアール・バティストらに師事した。1869年にはアントン・ルビンシテインと知り合い、後にルビンシテインからも教えを受けている。1872年から1873年にはルビンシテインと共にアメリカでの初の演奏旅行を行った。イグナツィ・パデレフスキはサンフォードを自らが知る中で最も音楽的才能に恵まれた人物だと評したこともあり、サンフォードの演奏を聴いてからオクターブの演奏法を変更している。
サンフォードはウォルター、フランクのダムロッシュ兄弟とセオドア・トマスを通じて、エドワード・エルガーの音楽にアメリカの聴衆の関心を惹き付ける役割を果たした。彼は1905年にエルガーがイェール大学の名誉博士号を得るにあたって、主要な役割を果たした。6月28日に行われた授与式では「威風堂々第1番」が演奏され、卒業式において高貴な専門職に相応しい音楽が演奏される伝統に繋がった。後に、エルガーは「序奏とアレグロ Op.47」をサンフォードに献じて、彼に返礼を行っている。
1894年に、音楽理論の教授となったホレイショ・パーカーと共に、サンフォードは応用音楽専攻でイェール大学音楽学部の教授となった。イェール大学に勤めた16年間、彼は十分裕福だという理由で一切の給与の受け取りを拒否した。
サンフォードは長い闘病の末、1910年1月6日にこの世を去った。

## サンフォード・メダル
1972年から、イェール大学は名が知れた演奏家や優れた音楽の専門家を賞するため、サミュエル・サイモンズ・サンフォード・メダル（一般的にはサンフォード・メダルと呼ばれる）を設けた。受賞者には以下の人物がいる。
- 1975年 ドリオット・アンソニー・ドワイヤー（英語版） [3]
- 1983年 ルイス・クラスナー [4]
- 1983年 モーリン・フォレスター [5][6]
- 1991年 リチャード・F.フレンチ [7][8]
- 1997年 ドロシー・ディレイ [9]
- 1999年 キース・ウィルソン（英語版）
- 2000年 タイ国王ラーマ9世[10]
- 2002年 Lili Chookasian [11]
- 2003年 アンドルー・リットン [12]
- 2005年 ロバート・ブロッカー（英語版） [13]
- 2005年 リチャード・ストルツマン [14]
- 2010年 Vivian Perlis [15]
- エマニュエル・アックス、ピエール・ブーレーズ、アーロン・コープランド、リチャード・グード、マリリン・ホーン、シェリル・ミルンズ、ユージン・オーマンディ、ムスティスラフ・ロストロポーヴィチ、ロバート・ショウ[16]、サー・ゲオルク・ショルティ、ランドル・トンプソン、ヴァージル・トムソン